# Ásatrú
Ásatrú (ausatruu) je pokret inspiriran starogermanskim politeizmom, točnije – nordijskim paganizmom koji se prakticirao prije pokrštavanja Skandinavije.
Postoje dva odsjeka Ásatrúa koji se pojavljuju gotovo istovremeno, prvi na Islandu 1972. (Íslenska Ásatrúarfélagið – Islandska družina Ásatrúovaca) te drugi odsjek u SAD-u 1974. godine (Asatru Free Assembly).
Riječ Ásatrú se sastoji od dviju riječi, Ása koja označava skupinu bogova iz nordijske mitologije (Æsir se može odnositi na Thora, Odina i slične bogove) te trú – koja označava vjeru, uvjerenje, povjerenje, iskrenost.
Osoba koja prakticira Ásatrú se naziva Ásatrúarmaður (množina Ásatrúarmenn).

## Hramovi

### Danska
- Valheim Hof, Korinth[1]

### Hrvatska
- Hram Odina (izgradnja u planu)[2]

### Island
- Ásaheimur Hof in Efri Ás, Skagafjörður[3]
- Raufarhöfn[4]
- Asatruarfelagid Hof, Rejkjavik (izgradnja u tijeku)

### Nizozemska
- Hram Nehalennie (lokalno germansko božanstvo ) u Colijnsplaatu.[5]

### Španjolska
- Templo de Gaut, Albacete[6]

### Ujedinjeno Kraljevstvo
- Odinist Fellowship Temple, Newark-On-Trent[7]